# دولورس هوب
دولورس هوب (بالإنجليزية: Dolores Hope)‏ هي مغنية أمريكية، ولدت في 27 مايو 1909 في نيويورك في الولايات المتحدة، وتوفيت في 19 سبتمبر 2011 في تولشا لايك ‏ في الولايات المتحدة.

## وصلات خارجية
- دولورس هوب على موقع IMDb (الإنجليزية)
- دولورس هوب على موقع ميوزك برينز (الإنجليزية)
- دولورس هوب على موقع ميوزك برينز (الإنجليزية)
- دولورس هوب على موقع إن إن دي بي (الإنجليزية)
- دولورس هوب على موقع أول ميوزيك (الإنجليزية)
- دولورس هوب على موقع ديسكوغز (الإنجليزية)
- دولورس هوب على موقع ديسكوغز (الإنجليزية)